# 俄勒岡 (密蘇里州)
俄勒岡（英語：Oregon）是位於美國密蘇里州霍爾特縣的城市。同時該地也是霍爾特縣的縣治。

## 人口
根據2020年美國人口普查的數據，俄勒岡的面積為2.40平方千米，皆為陸地。當地共有人口837人，而人口密度為每平方千米349人。